# Yohannes XIX. von Alexandria

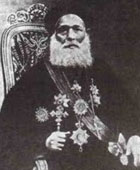
Papst Yohannes XIX.

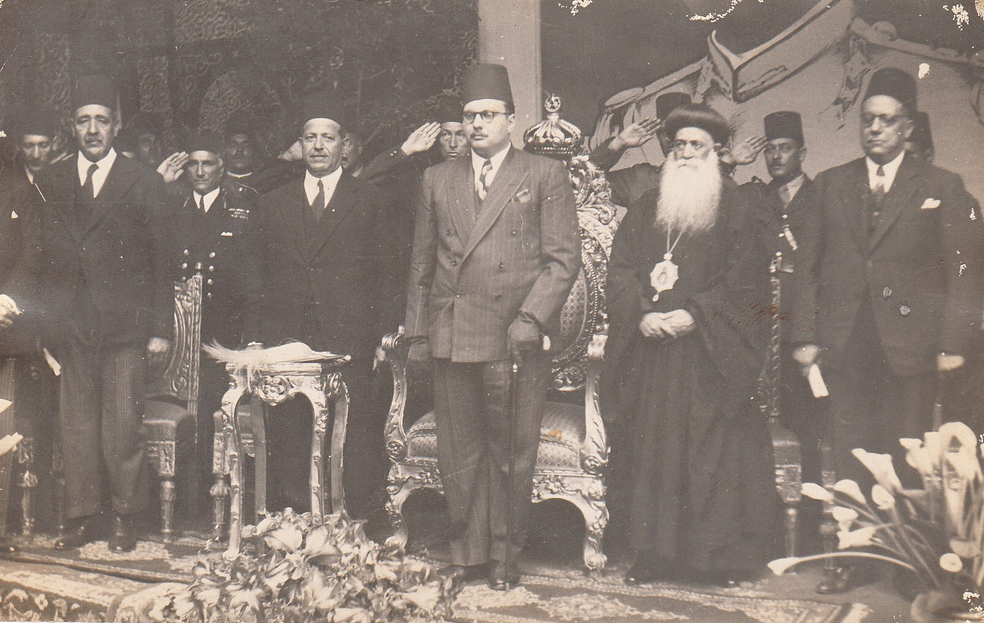
König Faruq mit dem koptischen Papst Yohannes XIX. und dem damaligen Generalsekretär der Wafd-Partei Makram Ebeid in Alexandria, 1940

Yohannes XIX. (* 1855 in Deir Tasa, Asyut; † 21. Juni 1942) war der 113. Papst von Alexandrien und Patriarch des Stuhles vom Heiligen Markus (Koptische Kirche).
Er trat als Mönch in das Paromeoskloster im Wadi Natrun ein. Papst Kirellos V. schickte ihn nach Griechenland zum Theologiestudium. Anschließend wurde er Metropolit von Beheira. Von 1928 bis zu seinem Tode war er Papst der koptischen Kirche. Er errichtete die theologische Schule für Mönche in Helwan, die nach ihm benannt wurde. Er weihte koptische Metropoliten für Äthiopien im Jahre 1929 sowie fünf äthiopische Bischöfe.